# Pleurothallis colnagoi
Pleurothallis colnagoi là một loài thực vật có hoa trong họ Lan. Loài này được Pabst miêu tả khoa học đầu tiên năm 1976.